# Campionato Italiano Energie Alternative
I Campionati Italiani Energie Alternative, organizzato dalla Commissione Sportiva Automobilistica Italiana, sono le principali competizioni italiane riservate ai veicoli omologati per la circolazione stradale ed alimentati tramite fonti di energia alternativa. I campionati si sviluppano prevalentemente in gare di regolarità, nelle quali vengono inoltre valutati i consumi energetici e l'abilità e la precisione di guida.
Nel corso degli anni i Campionati Italiani Energie Alternative hanno variato nome ed aggiornato i regolamenti. In passato le graduatorie venivano differenziate in più categorie, ad esempio veicoli puramente elettrici ed altri veicoli (ibridi ed endotermici), mentre in alcune varianti dei regolamenti vengono classificati in una sola categoria assoluta.
A partire dalla stagione sportiva 2023 il Campionato Italiano Energie Alternative è la somma dei risultati conseguiti nei trofei e coppe istituiti da AciSport per promuovere il motorsport green.
Nel 2023 il titolo è assegnato dalla somma dei punteggi ottenuti nei trofei: Green Endurance, Green Hill Climb ed eRally.

## Albo d'oro Campioni Italiani

### Piloti
- Nicola Ventura: 2015 - 2016 - 2018 - 2019 - 2021[1] - 2021[2] - 2021[3] - 2022[4] - 2023[5] - 2024[6]
- Massimo Liverani: 2011 - 2012 - 2013 - 2014 - 2015 - 2016
- Vincenzo Di Bella: 2010
- Luca Rizzo: 2015
- Fabio Loperfido: 2015
- Cesare Martino: 2020
- Stefano Selva: 2021

### Navigatori
- Valeria Strada: 2011 - 2013 - 2014 - 2015 - 2016
- Monica Porta: 2021[1] - 2021[3] - 2022[4] - 2023[5]
- Guido Guerrini: 2015 - 2016
- Daniela Marchisio: 2018 - 2019
- Christian Collovà: 2010
- Alessandro Talmelli: 2012
- Juanan Delgado: 2015
- Alessandro Moretti: 2015
- Francesca Olivoni: 2020
- Alessandro Boschiroli: 2021

### Scuderie
- Ecomotori Racing Team: 2016 - 2018 - 2019 - 2021[2] - 2021[2] - 2022[4] - 2023[5] - 2024[6]
- Scuderia Etruria Racing: 2020

### Costruttori
- Abarth: 2019 - 2021[1] - 2021[2]
- Renault: 2018 - 2021[3] - 2022[4]
- Volkswagen: 2020
- Bigas: 2021[1]
- Autogas Italia: 2021[2]
- Ecomotive Solutions: 2021[3]

## Albo d'oro per categoria
| Anno | Categoria         | Piloti            | Navigatori            | Scuderie                | Costruttore                   | Campionato                                  |
| ---- | ----------------- | ----------------- | --------------------- | ----------------------- | ----------------------------- | ------------------------------------------- |
| 2010 | VII&VIII          | Vincenzo Di Bella | Christian Collovà     | -                       | -                             | Campionato Italiano Energie Alternative     |
| 2011 | VII&VIII          | Massimo Liverani  | Valeria Strada        | -                       | -                             | Campionato Italiano Energie Alternative     |
| 2012 | VII&VIII          | Massimo Liverani  | Alessandro Talmelli   | -                       | -                             | Campionato Italiano Energie Alternative     |
| 2013 | VII&VIII          | Massimo Liverani  | Valeria Strada        | -                       | -                             | Campionato Italiano Energie Alternative     |
| 2014 | VII&VIII          | Massimo Liverani  | Valeria Strada        | -                       | -                             | Campionato Italiano Energie Alternative     |
| 2015 | IIIA              | Luca Rizzo        | Juanan Delgado        | -                       | -                             | Campionato Italiano Energie Alternative     |
| 2015 | VII&VIII ex aequo | Nicola Ventura    | Guido Guerrini        | -                       | -                             | Campionato Italiano Energie Alternative     |
| 2015 | VII&VIII ex aequo | Massimo Liverani  | Valeria Strada        | -                       | -                             | Campionato Italiano Energie Alternative     |
| 2016 | IIIA - ELETTRICHE | Nicola Ventura    | Guido Guerrini        | Ecomotori Racing Team   | -                             | Campionato Italiano Energie Alternative     |
| 2016 | VIII - METANO     | Fabio Loperfido   | Alessandro Moretti    | Ecomotori Racing Team   | -                             | Campionato Italiano Energie Alternative     |
| 2016 | VIII - GPL        | Massimo Liverani  | Valeria Strada        | Ecomotori Racing Team   | -                             | Campionato Italiano Energie Alternative     |
| 2018 | ASSOLUTO          | Nicola Ventura    | Daniela Marchisio     | Ecomotori Racing Team   | Renault                       | Campionato Italiano Green Endurance         |
| 2019 | ASSOLUTO          | Nicola Ventura    | Daniela Marchisio     | Ecomotori Racing Team   | Abarth                        | Campionato Italiano Green Endurance         |
| 2020 | ASSOLUTO          | Cesare Martino    | Francesca Olivoni     | Scuderia Etruria Racing | Volkswagen                    | Campionato Italiano Green Endurance         |
| 2021 | ASSOLUTO          | Nicola Ventura    | Monica Porta          | -                       | Abarth / Bigas                | Campionato Italiano The Ice Challenge Green |
| 2021 | ASSOLUTO          | Nicola Ventura    | -                     | Ecomotori Racing Team   | Abarth / Autogas Italia       | Campionato Italiano Green Hill Climb        |
| 2021 | ASSOLUTO          | Stefano Selva     | Alessandro Boschiroli | -                       | -                             | Campionato Italiano Green Challenge Cup     |
| 2021 | ASSOLUTO          | Nicola Ventura    | Monica Porta          | Ecomotori Racing Team   | Renault / Ecomotive Solutions | Campionato Italiano Green Endurance         |
| 2022 | ASSOLUTO          | Nicola Ventura    | Monica Porta          | Ecomotori Racing Team   | Renault / Ecomotive Solutions | Campionato Italiano Green Endurance         |
| 2023 | ASSOLUTO          | Nicola Ventura    | Monica Porta          | Ecomotori Racing Team   |                               | Campionato Italiano Energie Alternative     |
| 2024 | ASSOLUTO          | Nicola Ventura    |                       | Ecomotori Racing Team   |                               | Campionato Italiano Energie Alternative     |